# Kitee
Kitee (Kides in svedese antico) è una città finlandese di 9727 abitanti, situata nella regione della Carelia Settentrionale. Ha una superficie di 1.141,32 km², di cui 275,61 km² è l'acqua. La densità di popolazione è di 10,82 abitanti per km².
La città è monolingue finlandese; conosciuta come Kides in antichi documenti in svedese, oggi è chiamata Kitee anche in tale lingua.
A Kitee c'è la più grande e antica foresta di Betulle e Larici della Finlandia. La chiesa di pietra della città è stata progettata da Frans Sjöström Anatolio.
È la cittadina natale della band metal di fama mondiale Nightwish.

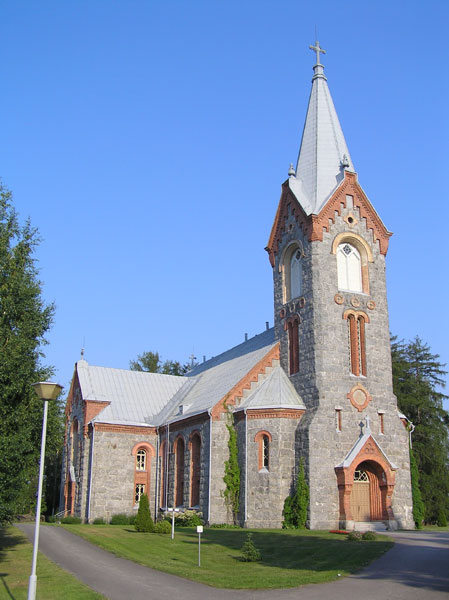
La chiesa di Kitee

## Storia
Sebbene Kitee sia stata fondata nel 1631, divenne città solo nel 1992. Parte del suo territorio è stata conquistata dall'Unione Sovietica nell'ultimo conflitto mondiale, che ha costretto all'evacuazione circa 1.000 dei suoi abitanti.
Nonostante la forte industrializzazione degli anni 1970, Kitee ha conosciuto alla fine del Novecento una forte emigrazione. Si è passati, infatti, da 12.981 abitanti nel 1953, a meno di 10.000 abitanti nel 2005. Questo fenomeno non avveniva da almeno 150 anni.

## Laghi
- Orivesi
- Karjalan Pyhäjärvi
- Paasselkä

## Società

### Lingue e dialetti
- finlandese - 97,6%
- svedese - 0,1%

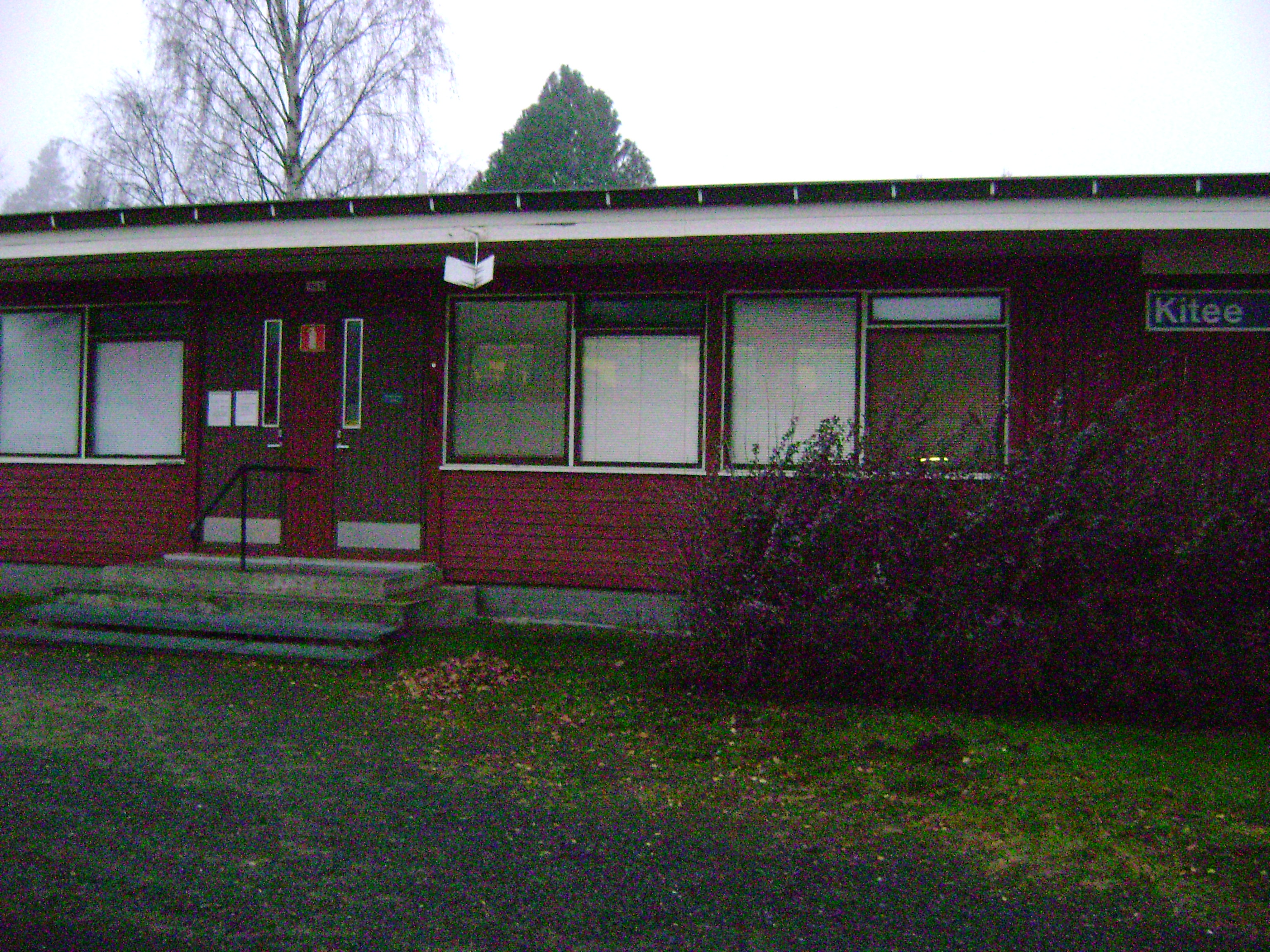
La stazione ferroviaria

- Altro (lappone, estone, russo) - 2,3 %